# سیارک ۳۵۷۰۳
سیارک ۳۵۷۰۳ (به انگلیسی: 35703 Lafiascaia، نامگذاری:1999FP10) سی و پنج هزار و هفتصد و سومین سیارک کشف شده‌است که در ۲۰ مارس ۱۹۹۹ کشف شد.